# クラフトフーヅ・インク
クラフトフーヅ・インク（Kraft Foods Inc.）は、かつてあった食品産業の多国籍コングロマリットである。世界170以上の国で製品を販売していた。
本社はアメリカ合衆国イリノイ州シカゴ近郊のノースフィールドにあった。ニューヨーク証券取引所に上場し、2008年9月22日にはアメリカン・インターナショナル・グループ(AIG)と入れ替わりでダウ平均株価の構成銘柄となった。
2011年8月、同社は北米の食品事業と世界規模の製菓事業を分割する計画を発表した。2012年、食品事業がクラフトフーズ・グループとして分社化され、クラフトフーヅ・インクはモンデリーズ・インターナショナルに改称した。クラフトフーズ・グループは2015年にハインツと経営統合してクラフト・ハインツとなった。

## 歴史

### クラフト＝フェニックス・チーズ

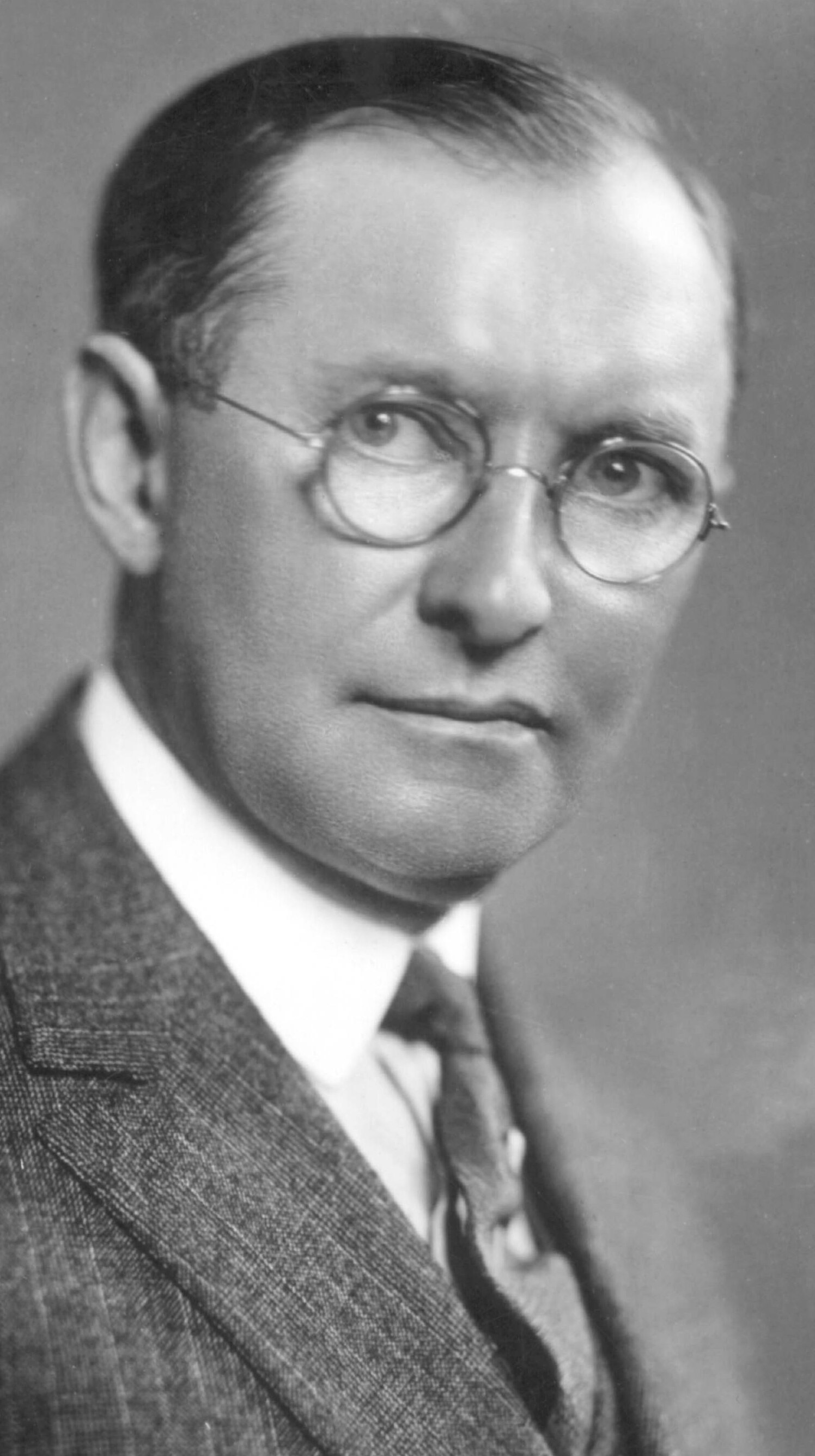
創業者ジェームズ・L・クラフト

ジェームズ・L・クラフトは、カナダ・オンタリオ州スティーブンスヴィルで1874年に生まれ、1903年にシカゴでチーズの卸売商を始めた。創業当初は事業が軌道に乗らず、3千ドルの赤字を出して所有する馬1頭を失った。その後事業が好転し、クラフトは4人の兄弟とともに、1909年にJ・L・クラフト・アンド・ブロス・カンパニー（J.L. Kraft and Bros. Company、J・L・クラフト兄弟商会）を設立した。
1912年に本社をニューヨーク市に移した。同社は製品開発を活発に行い、マーケティングにより販路を拡大し、イリノイ州ストックトンにチーズ工場を開設し、1914年までには31種類のチーズを全米で販売するようになっていた。
1915年、同社は低温殺菌したプロセスチーズを開発し、これにより保存期間を長くすることができた。1916年にこの製法の特許を取得した。第一次世界大戦中には、600万ポンド（約2700トン）のプロセスチーズを軍用食としてアメリカ政府に納入した。
1916年に母国カナダのチーズ会社を買収した。1924年にクラフト・チーズ・カンパニー(Kraft Cheese Company)に改称し、シカゴ証券取引所に上場した。1926年にはニューヨーク証券取引所に上場した。
同社は、以下の企業を買収した。
| 買収年 | 社名                        | 製品                       | 事業展開地         |
| ------ | --------------------------- | -------------------------- | ------------------ |
| 1927年 | A.E. Wright                 | サラダドレッシング         | n/a                |
| 1928年 | Phenix Cheese               | チーズ、乳製品             | 全米               |
| 1928年 | Southern Dairies            | 飲料乳、粉末ミルク、乳製品 | アメリカ南部       |
| 1928年 | チーズ販売会社10社          | チーズ、乳製品             | ニューヨーク州     |
| 1928年 | Henard Mayonnaise Co        | マヨネーズ                 | n/a                |
| 1929年 | D.J. Easton                 | マヨネーズ                 | ニュージャージー州 |
| 1929年 | マヨネーズ製造会社2社       | マヨネーズ                 | n/a                |
| 1929年 | 10社                        | チーズ、乳製品             | -                  |
| 1929年 | International Wood Products | n/a                        | n/a                |
| 1929年 | Gelfand Manufacturing       | n/a                        | n/a                |

1926年5月、オーストラリアのフレッド・ウォーカーとパートナー契約を結び、ウォーカーが経営する会社の子会社としてクラフト・ウォーカー・チーズ(Kraft Walker Cheese Co.)が設立された。1935年7月にウォーカーが亡くなると、クラフト社は同社を買収した。
1927年にヨーロッパに進出し、ロンドンとハンブルクに販売拠点を置いた。1927年の売上は6040万ドルだった。
1928年、フィラデルフィアのブランドでクリームチーズを製造販売するフェニックス・チーズ・カンパニーを買収し、社名をクラフト＝フェニックス・チーズ・カンパニー(Kraft-Phenix Cheese Company)に改称した。
1929年、『ニューヨーク・タイムズ』紙が、クラフト＝フェニックス、ハーシー、コルゲートの3社が合併を検討中であると報じた。同年、ナショナル・デイリー・プロダクツ、ボーデン、スタンダード・ブランズがそれぞれクラフト＝フェニックスの買収を検討していると報じられた。
1930年までに、アメリカにおける同社のチーズのシェアは40%を超え、ナショナル・デイリー、ボーデンに次ぐ全米3位の乳製品メーカーとなった。1930年、クラフト＝フェニックスはナショナル・デイリー・プロダクツにより買収された。

### ナショナル・デイリー・プロダクツ
クラフトフーヅの法人としての起源は、1923年12月10日にトーマス・H・マキナニー(Thomas H. McInerney)とエドワード・E・リーク(Edward E. Rieck)によって設立されたナショナル・デイリー・プロダクツ・コーポレーション(National Dairy Products Corporation)である。この会社は、多数の小さな企業が乱立していたアメリカのアイスクリーム業界を整理統合するために設立された。企業買収の過程で、取扱品目は全ての乳製品に拡大し、1930年までに、ボーデンを超えて世界最大の乳製品メーカーとなっていた。
マキナニーはイリノイ州シカゴでアイスクリームメーカーのハイドロックス・コーポレーション(Hydrox Corporation)を経営していた。1923年、マキナニーは、アメリカのアイスクリーム業界を統合する企業を立ち上げようと、ウォール街の投資銀行に投資を依頼した。ほとんどの投資銀行は「乳製品産業には品格がない」などとして投資を断ったが、マキナニーは粘り強く説得することにより、ゴールドマン・サックス、リーマン・ブラザーズなどから資金を獲得した。
1923年、マキナニーのハイドロックス社はペンシルベニア州ピッツバーグのリーク・マクジャンキン・デイリー(Rieck McJunkin Dairy Co)と合併してナショナル・デイリー・プロダクツ・コーポレーションが設立された。同社はニューヨーク証券取引所に上場し、募集枠以上の12万5千株の購入希望が集まった。
同社はその後、買収によって急拡大した。買収は、現金ではなく同社の株式により行われた。同社は1923年から1931年にかけて55社以上を買収したが、その中には著名な企業も含まれている。
| 買収年 | 社名                        | 製品                   | 事業展開地                         |
| ------ | --------------------------- | ---------------------- | ---------------------------------- |
| 1924年 | W.E. Hoffman                | アイスクリーム         | ペンシルベニア州                   |
| 1925年 | Dunkin Ice Cream            | アイスクリーム         | イリノイ州                         |
| 1925年 | Sheffield Farms             | 飲料乳、アイスクリーム | ニューヨーク州                     |
| 1926年 | Breyers                     | アイスクリーム         | ペンシルベニア州                   |
| 1928年 | Breakstone Brothers         | 飲料乳、チーズ         | ニューヨーク州                     |
| 1928年 | General Ice Cream           | アイスクリーム         | アメリカ東海岸                     |
| 1929年 | Hiland Dairy                | 飲料乳                 | ケンタッキー州                     |
| 1930年 | Kraft-Phenix                | チーズ                 | 北米、ヨーロッパ                   |
| 1931年 | Consolidated Dairy Products | アイスクリーム、乳製品 | ニューヨーク州、ニュージャージー州 |

### クラフト＝フェニックスの買収後
1930年当時、ナショナル・デイリーの売上は3億1500万ドル、クラフト＝フェニックスは8500万ドルだった。クラフト＝フェニックスの買収後もナショナル・デイリーの経営陣が経営を続け、1969年までナショナル・デイリーの社名を維持した。
1933年から、ラジオ番組のスポンサーとしてのマーケティングを始めた。1935年、買収前のブランドが乱立していたアイスクリームのブランドを「シールテスト」(Sealtest)に統一した。第二次世界大戦中、毎週400万ポンド（約1800万トン）のチーズをヨーロッパの戦場へ送った。
戦後も商品開発と広告宣伝により同社は成長し、1950年代にはスライスチーズとチーズソースのチーズ・ウィズ(Cheez Whiz)を発売した。同社の製品は、創業当初は全て乳製品だったが、次第に、キャンディー、マカロニ・アンド・チーズ、マーガリンなど乳製品以外にも拡大した。1950年代から、飲料乳のような付加価値の低い乳製品からの撤退を始め、最終的に、取り扱う乳製品は、旧クラフト社の事業に由来するチーズのみとなった。後に同社が「クラフト」に社名を変更したのはこのためであり、J・L・クラフトの事業開始をもって同社の創業としている。
トーマス・マキナニーが1941年に、J・L・クラフトが1953年に亡くなった。1950年代の終わりごろには各事業部門の自主性が低くなり、1956年にはガラス瓶製造業のメトログラスを買収するなど、事業が多角化した。
1947年、登場したばかりのテレビでの宣伝を始め、クラフトテレビ劇場(Kraft Television Theatre)という1時間枠のドラマの提供を行った。この番組では、テレビのマーケティング力を試すために、それまでほとんど売れていなかった「マクラーレン・インペリアル・チーズ」の宣伝が行われた。宣伝を企画した広告会社ジェイ・ウォルター・トンプソンの内部文書によれば、このテレビ番組以外での宣伝を一切行わなかったこの商品は、供給が追いつかないほどに売れたという。
1960年代には商品開発を活発に行い、フルーツゼリー、フルーツプレザーブ、マシュマロ、バーベキューソース、個包装タイプのスライスチーズ「クラフトシングルス」などの発売を開始した。この時期に、同社の事業は全世界に拡大した。
1961年、カナダのドミニオン・デイリーを買収し、初めてアメリカ以外で飲用乳とアイスクリームの事業を行った。同年には、イギリス・マンチェスターのサザン・オイル・カンパニーを買収した。

### クラフトへの社名変更
1969年、同社はナショナル・デイリーからクラフトコ・コーポレーション(Kraftco Corporation)に改称した。社名変更の理由について、同社は当時、「拡張と革新によって、1923年の創業当初の地域的な牛乳とアイスクリームの事業からは遠くかけ離れた。これらの商品のドル建ての売上は、過去10年間は横這い状態で、1969年では売上の約25%だった」と説明した。1972年に本社をイリノイ州グレンビューに移転した。1976年、チーズ以外の乳製品が会社の売上に占める割合がわずかとなったことから、社名をクラフト・インク(Kraft, Inc.)に変更し、組織変更も行った。

### ダートとの合併

1988年から「クラフト」ブランドの製品に使用されたロゴ。1995年から2009年までは社章としても使われた。

1980年、ジャスティン・ウィットロック・ダート・シニアが設立したダート・インダストリーズを買収し、社名をダート&クラフト(Dart & Kraft)に変更した。ダート社は、「デュラセル」ブランドの電池、「タッパーウェア」ブランドのプラスチック容器、「ウェスト・ベンド」ブランドの家電機器、「ウィルソナート」ブランドのプラスチック製品、「サッチャー」ブランドのガラス製品などを製造していた。
1980年代、非食品事業の不振を食品事業の買収により穴埋めする状況となり、「デュラセル」を除く非食品事業をプリマーク・インターナショナル(Premark International, Inc.)として分社化して、社名をクラフト・インクに戻した。プリマーク社は1999年にイリノイ・ツール・ワークスにより買収された。デュラセルブランドは、1988年に投資会社のコールバーグ・クラビス・ロバーツ(KKR)に売却され、ジレットを経てP&Gに買収された。

### フィリップモリスによる買収とゼネラルフーヅとの合併

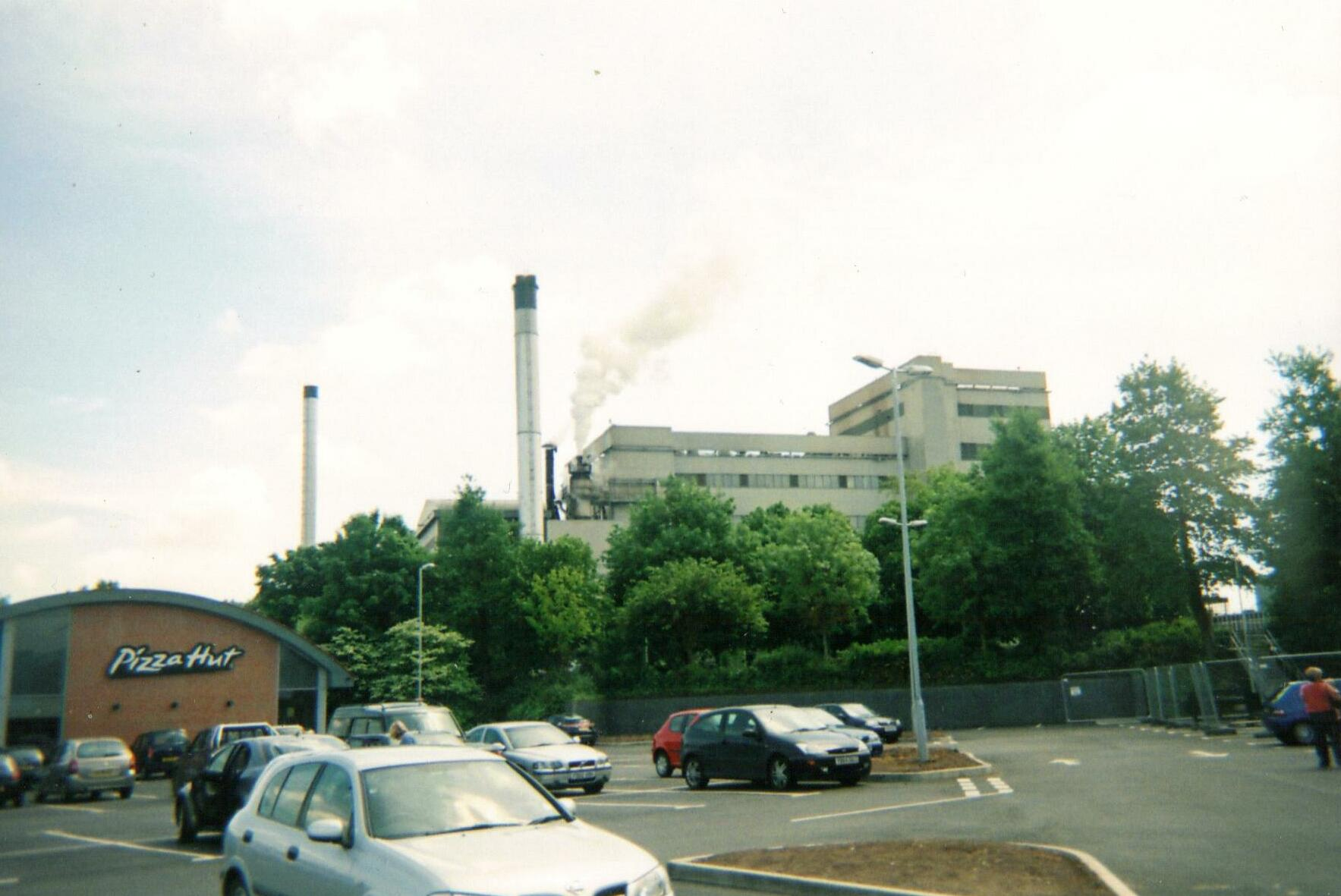
1965年に開設されたイングランド・バンベリーにあるクラフトフーヅの工場。工場開設以来、この街の最大の雇用主となっている。

1988年末、フィリップモリス・カンパニーズ（現 アルトリア）がクラフト社を129億ドルで買収した。1989年、フィリップモリスは、クラフト社を1985年に買収したゼネラルフーヅと合併させ、クラフト・ゼネラル・フーヅ(Kraft General Foods, KGF)とした。これにより同社は、ゼネラルフーヅが保有していたオスカー・マイヤー（肉類）、マクスウェル・ハウス（コーヒー）、ジェロー（ゼラチン）、バジェット・グルメ（冷凍食品）、エンテンマン（焼菓子）、クール・エイド、クリスタル・ライト、タン（粉末ドリンク）、ポスト・シリアル（シリアル）、シェイクンベイク（調味済小麦粉）などの幅広い分野の食品を取り扱うことになったが、その大きすぎる規模や社内政治の問題などにより、積極的な商品開発が滞ることとなった。
1990年、国外展開によりアメリカへの依存度を下げるため、ヨーロッパのコーヒーとチョコレートの大手であるジャーコプス・シュシャール、北欧の製菓会社であるフライア・マラボウを買収した。1993年、RJRナビスコのシリアル事業を買収し、アイスクリームのブレイヤーズをユニリーバに、冷凍食品のバーズアイをディーン・フーズに売却した。1994年に全ての冷凍食品部門をハインツに売却し、1995年に食品サービス部門を売却した。
1995年、社名から「ゼネラル」を外してクラフトフーヅ(Kraft Foods)とした。同年、ベーカリー部門（1996年にケロッグに売却したレンダーズベーグルを除く）、キャンディ部門、スプレッド部門を売却した。1997年にシロップのログキャビンを売却した。
2000年、フィリップモリスはナビスコ・ホールディングスを189億ドルで買収し、同社をクラフトフーヅと合併させた。2001年、フィリップ・モリスは買収時に上場廃止していたクラフトフーヅの株式を公開し、11.9%に当たる2億8千万株を売却した。
2004年に砂糖菓子部門をリグレーに、2007年にホットシリアル部門をB&Gフーズに、2006年にペット用食品部門をデルモンテ・フーズに、2007年にジュース部門をサニー・ディライト・ビバレッジに売却した。2006年にユナイテッド・ビスケットの南欧での事業を買収した。
クラフトフーヅの株式の3%を買収した投資家のネルソン・ペルツは、ファストフードチェーンのウェンディーズの買収やポストシリアル、マクスウェル・ハウスの売却などの事業活性化案を提示して、クラフトフーヅの幹部と会談した。2007年1月31日、クラフトフーヅは、アルトリア（旧フィリップモリス）が保有する同社の88.1%の株式をアルトリアの株主に売却し、アルトリア株1株につきクラフトフーヅ株0.7株を割り当てて、クラフトフーヅをスピンオフすることを発表した。これは同年3月30日に実行され、これにより、クラフトフーヅは再び独立した企業となった。

### アルトリアからの独立後
2000年7月、クラフトフーヅは、ダノンのクッキー・シリアル部門を72億ドルで買収した。この買収には、フランスを代表するビスケットのブランドであるLUも含まれていた。このブランドは、その2年前にもアメリカのペプシコが買収を計画していたが、激しい抗議活動により断念していた。クラフトフーヅは、フランスの工場は閉鎖せず、合併から少なくとも3年間は本社をパリ近郊に置くと発表したため、ペプシコのときのような抗議は起こらなかった。
2007年11月、クラフトフーヅはシリアル部門をラルコープに26億ドルで売却した。
2008年、ウォーレン・バフェットが経営する投資会社のバークシャー・ハサウェイは、クラフトフーヅの株式の8%を買収したと発表した。バフェットのビジネスパートナーのチャーリー・マンガーも、クラフトフーヅに3億ドル以上を投資した。2010年のバークシャー・ハサウェイの年次報告書によれば、同社はクラフトフーヅの発行済株式の5.6%を保有していた。
2008年9月22日、経営難となった保険会社のアメリカン・インターナショナル・グループ(AIG)と入れ替わりで、クラフトフーヅがダウ平均株価の構成銘柄となった。

#### キャドバリーの買収
2009年9月7日、クラフトフーヅは、イギリスの老舗製菓会社であるキャドバリーに対し102億ポンドでの買収を提案した。キャドバリーはこの提案を拒否し、これは「くだらない」(derisory)提案だと述べた。クラフトフーヅは同年12月4日にも同様の提案を行った。この提案は、イギリス内外からの大きな反発を受け、イギリス政府に対して大企業の企業買収に対する保護主義政策を求める意見も挙がった。2010年1月19日、キャドバリーはクラフトフーヅからの修正提案を了承し、195億ドル（115億ポンド）で買収された。買収資金の一部はロイヤルバンク・オブ・スコットランドが提供した。
この買収は、2007年3月にクラフトフーヅの会長兼CEOに就任したアイリーン・ローゼンフェルドが策定した、同社の成長のための3年計画に基づくものだった。ローゼンフェルドは会長就任時に、新規市場の開拓と製品の幅を広げることが必要であると述べた。キャドバリーの買収は、インドやブラジルなどのクラフトフーヅが未開拓の市場への進出に役に立つと想定されていた。キャドバリーの買収により、クラフトフーヅは世界の菓子の市場のシェアの14.8%を占め、世界最大の菓子メーカーとなった。マースが14.6%でそれに続き、ネスレが7.8%で3位だった。
キャドバリーの売上は、クラフトフーヅによる買収の後は横這いとなった。クラフトフーヅの同年第4四半期の純利益は、イギリスでの事業統合の費用により24%減の5億4千万ドルとなった。クラフトフーヅは、北米と欧州におけるコストの上昇のために商品を値上げせざるを得なくなった。また、トウモロコシ、砂糖、ココアなどの原材料の価格上昇と戦うことになった。統合費用を考慮すると、クラフトフーヅの1株当たりの配当は、キャドバリー買収直後から約33%減少した。キャドバリーの買収時にイギリスでの生産は継続すると公約していたが、2011年3月、クラフトフーヅはイギリス国内の工場を閉鎖してその土地を5千万ポンドで売却し、生産拠点をポーランドに移した。これは、イギリス国民の激しい怒りを生んだ。ソマーデール工場は2010年の買収直後に閉鎖された。工場の従業員はローゼンフェルドCEOに説明と謝罪を求めたが、ローゼンフェルドはそれを拒否した。
2010年3月1日、クラフトフーヅは北米の冷凍ピザ部門をネスレに37億ドルで売却した。

### 会社分割
株価の下落と投資家からの批判に対応するため、ローゼンフェルドCEOは、2011年にクラフトフーヅを2つの会社に分割する案を発表した。どちらの会社もニューヨーク証券取引所に上場する予定だったが、クラフトフーヅがNASDAQに移行することになったため、新会社もNASDAQに上場されることとなった。一方の会社は"Kraft Foods"という社名とブランドを維持し、北米の食品事業のみを引き継ぐ。もう一方の会社は、旧キャドバリーの事業を中心とする世界規模の製菓事業を引き継ぐ。
2012年4月2日、会社を2つに分割するための申請書が証券取引委員会に提出された。同年9月21日、分社化を前にしてダウ平均株価の構成銘柄から外れ、代わりにユナイテッド・ヘルスが構成銘柄となった。同年10月1日に分割が実行され、北米食品事業を行うクラフトフーズ・グループを分社化し、元のクラフトフーヅはモンデリーズ・インターナショナルに改称した。モンデリーズ（旧クラフトフーヅ）株式3株につきクラフトフーズ・グループ1株がモンデリーズ株主に割り当てられた。

## スポンサー
クラフトフーヅは、メジャーリーグサッカー(MLS)とナショナルホッケーリーグ(NHL)の公式パートナーでありスポンサーであった。また、2002年から2014年まで、ゴルフ女子メジャー選手権の一つである「クラフト・ナビスコ選手権」（現 ANAインスピレーション）のスポンサーを、2010年から2012年まで、カレッジフットボールのボウル・ゲームである「クラフト・ファイト・ハンガー・ボウル」（現 サンフランシスコ・ボウル）のスポンサーを務めた。これらは、分社化後のクラフトフーズ・グループに引き継がれた。

## ブランド
分割前のクラフトフーヅの主要製品は、飲料、チーズ、乳製品、スナック菓子、インスタント食品だった。以下に挙げる12の主要ブランドは、それぞれ年間10億ドル以上の売上があった。
- キャドバリー
- ジャーコプス（英語版）
- クラフト
- LU
- マクスウェル・ハウス（英語版）
- ミルカ（英語版）
- ナビスコ
- オレオ
- オスカー・マイヤー
- フィラデルフィア
- トライデント（英語版）
- タン（英語版）

この他に70のブランドがあり、それぞれ1億ドル以上の売上があった。40のブランドは、100年以上の歴史を有していた。

## 論争

### トランス脂肪酸訴訟
2003年、カリフォルニア州の弁護士が、人体に有害とされるトランス脂肪酸がオレオに使われているとして、クラフトフーヅを提訴した。この提訴の直後、クラフトフーヅはオレオにトランス脂肪酸を使用しないようにすると発表したため、提訴は取り下げられた。クラフトフーヅは、この改良は提訴を受けてのものではなく、それ以前から計画されていたものであると発表した。
2010年、カリフォルニア州の住民2人が、不健康なトランス脂肪酸を使用しているにもかかわらず「健康に良い」と表示している製品があるとして、クラフトフーヅを相手にクラスアクション（集団代表訴訟）を起こした。クラフトフーヅは、パッケージに表示されている内容は全て真実であり、不正行為はしていないと述べた。連邦裁判所は2012年6月6日にクラスアクションを受理した。
訴えによれば、テディ・グラハム、リッツ、ホームメイド・グラハム、プレミアム・クラッカー、ジンジャー・スナップ、ベジタブル・シンズはトランス脂肪酸を含んでいるにもかかわらず、パッケージには"wholesome choice"（健康的な選択）、"sensible snacking"（賢明な間食）、"made with real vegetables"（本物の野菜で作られている）のような健康に良いことを謳う文言が記されており、これはカリフォルニア州法の不正競争防止法、消費者救済法、不正広告防止法に違反しているとしている。また、訴えでは、虚血性心疾患の原因となり、2型糖尿病や一部の癌との関連があるという、トランス脂肪酸に関する現在の科学的コンセンサスについて触れている。アメリカ心臓協会は、食事に含まれるトランス脂肪酸の量について「安全なレベル」というものはないと結論付けた。
クラフトフーヅは、パッケージに表示されている内容は真実であり、不正行為はしていないと反論している。また、"wholesome"、"sensible"などといった言葉は、「パファリー」と呼ばれる主観的で曖昧な宣伝文句であり、法的な訴求力を持つものではないと主張した。

### 政治運動
2012年、クラフトフーヅは、農家と食品生産者による政治運動である「高コスト食品表示法案に反対する連合会」に195万500ドルを寄付した。この組織は、食品に遺伝子組換え作物を含むことの表示を義務付けるカリフォルニア州の住民投票「37号提案」に反対するために設立された。このことが明らかになると、クラフトフーヅ製品に対する不買運動が起こった。

### 環境問題
クラフトフーヅは、世界第3位の製紙会社であるアジア・パルプ・アンド・ペーパーから包装用の紙を長年にわたり調達していた。しかし、同社がインドネシアの熱帯雨林を伐採して野生生物の生息地を破壊しているとして自然保護活動家からの批判を受けたため、2011年にクラフトフーヅは同社との契約を解除した。グリーンピースのフィル・ラドフォード事務局長は、クラフトフーヅの森林保護への取り組みを評価した。